# Reflection (песня)
«Reflection» (с англ. — «Отражение») — песня, написанная и спродюсированная Мэтью Уайлдером и Дэвидом Зиппелем для саундтрека к диснеевскому анимационному фильму «Мулан» 1998 года. В фильме песню исполняет лауреат премии Тони, филиппинская певица и актриса Леа Салонга в роли Фа Мулан. Сопровождающее музыкальное видео для «Reflection» было включено в качестве бонуса к DVD-релизу фильма Disney Gold Classic Collection в феврале 2000 года.
Сингл-версия песни была записана американской певицей Кристиной Агилерой в возрасте 17 лет и стала ее дебютным синглом. Коммерческий успех сингла финансировал дебютный альбом Агилеры от RCA, в дополнение к завоеванию ее авторитета среди известных продюсеров. Релизы сингла были ограничены, в результате чего трек попал только в чарты Billboard Adult Contemporary. Сопровождающее музыкальное видео на песню было включено в DVD-релиз «Мулан». Агилера исполнила этот трек на четырех телевизионных выступлениях, в том числе на утреннем шоу CBS, где она привлекла внимание автора песен Дайан Уоррен. Позже был выпущен ремикс Эрика Куппера.

## Версия, использованная в «Мулан»
В анимационном фильме «Мулан» песня исполнена филиппинской певицей и актрисой Леа Салонга в качестве заглавного персонажа Мулан. Она была написана и спродюсирована Мэтью Уайлдером и Дэвидом Зиппелем в тональности Ля мажор. Вокальный диапазон Салонги простирается от низкой ноты G♯3 до высокой ноты D5 в умеренно медленном темпе 119 ударов в минуту. Киноверсия сократила песню из оригинальной полной версии, которая длится 3:40 и состоит из еще одного куплета и припева. Ирвинг Тан из Sputnikmusic назвал песню «идеально подходящей».
Песня исполняется после того, как Мулан возвращается домой после унизительной и неудачной попытки произвести впечатление на свою сваху. Лирическое содержание выражает то, как Мулан чувствует желание показать миру, кто она на самом деле, вместо того, чтобы притворяться тем, кем она не является, но боится этим разочаровать свою семью. Эта сцена происходит в доме Мулан в окружающих ее садах и заканчивается в ее семейном храме, где она снимает макияж, чтобы показать свою истинную внешность.

## Версия Кристины Агилеры
«Reflection» была написана Мэтью Валдером и Дэвидом Зиппелем. Для исполнения этой песни прослушивалось множество певиц, но ни одна из них не могла взять Ми-бемоль 3-й октавы. Кристина Агилера для прослушивания сделала запись песни Уитни Хьюстон «Run to You» на старый магнитофон. В этой песне как раз была ми-бемоль 3-й октавы. Когда кассету с голосом Кристины отправили продюсерам, они были поражены силой её голоса и немедленно приняли решение, что Reflection должна петь именно Кристина.
Песня достигла 19 места в Billboard Adult Contemporary чарте. Видео было снято в китайском павильоне парка EPCOT, который находится во Флориде. Песня Reflection также принесла Агилере контракт на первый сольный альбом. Reflection была номинирована на Золотой Глобус, как «Лучший Саундтрек». Позже была выпущена испаноязычная версия песни «Mi Reflejo» с одноимённого альбома Агилеры.

## Критика
Бет Джонсон из издания Entertainment Weekly отметила, что у Агилера в песне размышляет о том, кто она, в то время как Стивен Томас Эрлевайн из AllMusic прокомментировал, что песни Мэтью Уайлдера и Дэвида Зиппеля слишком плоские и незапоминающиеся.
Песня достигло 19-го места в чарте Adult Contemporary. После успеха трека звукозаписывающий лейбл Агилеры RCA решил профинансировать ее дебютный альбом (стоимостью более миллиона долларов), но в конечном итоге профинансировал больше, чем они изначально планировали.

## Международные версии
Версия песни Агилеры была переиздана на несколько языков для саундтреков разных стран. В 2000 году она сама записала испаноязычную версию под названием Mi «Reflejo», которая была адаптирована Руди Пересом для одноименного альбома. Поскольку оба испанских саундтрека были выпущены двумя годами ранее, каждый со своей собственной версией конечных титров, версия Агилеры не была представлена ни в одном из них. В своей корейской версии песни под названием «내안의 나를» корейск-американская певица Лена Парк поднялась на A5. Гонконгско-американская певица и актриса Коко Ли исполнила севернокитайскую версию песни под названием «自己», после того как ее позвали озвучить персонажа Мулан в севернокитайском дубляже, распространяемом на Тайване.

## Трек-лист
- Australian CD single

1. "Reflection" (performed by Christina Aguilera) – 3:34
2. "Honor To Us All" (performed by Beth Fowler, Lea Salonga, Marnie Nixon) – 3:03

- Japan CD Mini single

1. "Reflection" (performed by Christina Aguilera) – 3:34
2. "Reflection" (performed by Lea Salonga) – 2:27

- Taiwan CD Mini single Promo

1. "Reflection" (performed by Christina Aguilera) – 3:34
2. "True To Your Heart" (performed by 98 Degrees & Stevie Wonder) – 4:17

## Чарты
| Чарт(1998)                        | Высшая позиция |
| --------------------------------- | -------------- |
| Philippines (PARI)                | 2              |
| South Africa (RISA)               | 87             |
| US Adult Contemporary (Billboard) | 19             |

| Чарт(2014)                                | Высшая позиция |
| ----------------------------------------- | -------------- |
| South Korean International Singles (Gaon) | 86             |

## Версия в ремейке 2020 года
27 февраля 2020 года Агилера объявила, что записала новую версию песни для предстоящего фильма, которая будет включена в его саундтрек. Композитор Гарри Грегсон-Уильямс предоставил оркестр для перезаписанной версии Агилеры, а режиссер Ники Каро снял музыкальное видео.
Позже в том же году Коко Ли также объявила, что собирается перезаписать севернокитайскую версию песни. 8 марта 2020 года севернокитайская версия Коко была перезаписана актрисой Лю Ифэй для саундтрека к ремейку, в то время как совершенно новые японская и корейская версии были записаны певцами Минами Кидзуки и Ли Су Хен. 4 сентября на индийском канале Vevo были выпущены версии на хинди, тамильском и телугу, а индийский певец Нитаяшри Венкатараманан исполнил песню как на тамильском, так и на телугу, хотя такие версии анимационного фильма никогда не выпускались.
В декабре 2020 года Келси Гибсон из PopSugar UK назвала выпуск «Reflection» одним из 15 лучших ностальгических моментов года. Она была номинирована на премию Ассоциации онлайн-фильмов и телевидения 2021 года за лучшую адаптированную песню.